# Пшецлавка
Пшецлавка (пол. Przecławka) — село в Польщі, у гміні Міхалув Піньчовського повіту Свентокшиського воєводства.
Населення — 142 особи (2011).
У 1975—1998 роках село належало до Келецького воєводства.

## Демографія
Демографічна структура на день 31 березня 2011 року:
|          | Загалом | Допрацездатний вік | Працездатний вік | Постпрацездатний вік |
| -------- | ------- | ------------------ | ---------------- | -------------------- |
| Чоловіки | 68      | 13                 | 39               | 16                   |
| Жінки    | 74      | 11                 | 37               | 26                   |
| Разом    | 142     | 24                 | 76               | 42                   |